# Валитов, Гибадулла Набиевич
Валитов Гибадулла Набиевич (21 июля 1932 года — 23 июля 1986 года) — старший аппаратчик ОАО «Салаватнефтеоргсинтез», кавалер ордена Ленина.

## Биография
Валитов Гибадулла Набиевич родился 21 июля 1932 года в д. Сайраново Макаровского района БАССР (ныне Ишимбайский район РБ)
Место работы: c 1958 по 1986 годы работал помощником машиниста, слесарем цеха № 1, аппаратчиком цеха № 25, слесарем-ремонтником цеха № 36 Опытного завода ОАО «Салаватнефтеоргсинтез».
Внес значительный вклад в освоении производства аммиака на Салаватском комбинате.
Скончался 23 июля 1986 года в г. Салавате.

## Награды и звания
- Орден Ленина (1971)
- Медаль «За доблестный труд. В ознаменование 100-летия со дня рождения В. И. Ленина» (1970)